# Vợt bóng bàn
Vợt bóng bàn là một dụng cụ thể thao, gồm có 2 phần:
- Phần cốt vợt: thường được làm bằng gỗ hoặc bằng các chất liệu tổng hợp (ví dụ như cốt vợt Cacbon mà hiện nay rất nhiều người đang sử dụng).
- Mặt vợt: Được dán một lớp mút gai thuận hoặc ngược tùy vào sở thích và sở trường kỹ chiến thuật của mỗi VĐV bóng bàn.
Kích thước, hình dáng và trọng lượng của vợt bóng bàn không hạn chế.
Hiện nay có hai loại vợt bóng bàn cơ bản: Vợt dọc và vợt ngang. Các VĐV bóng bàn dựa vào khả năng kỹ chiến thuật và cách đánh khác nhau mà lựa chọn sử dụng vợt có tính năng khác nhau.
Vợt mút gai thuận (gai quay ra ngoài) có đặc điểm là tính đàn hồi tốt, đánh bóng chắc và tốc độ nhanh rất thích hợp cho những VĐV có lối đánh tấn công nhanh gần bàn. Còn vợt mút gai ngược có đặc điểm tạo độ xoáy rất cao khi đánh bóng rất thích hợp cho những VĐV líp bóng đường cong và cắt bóng.
Khi chọn cốt vợt chúng ta nên quan tâm các vấn đề sau:
1) độ nảy: Nảy càng nhiều thì bóng đi càng nhanh, nhưng sẽ hy sinh độ kiểm soát trong một chừng mực nào đó, phù hợp cho lối đánh tấn công nhanh, rất phù hợp cho mút gai công và phản xoáy.
2) độ bám: Bám càng nhiều thì càng dễ tạo xoáy, phù hợp cho kỹ thuật đánh mút xoáy biến hóa, nhưng không phù hợp lắm cho mút gai công và phản xoáy.
3) cảm giác tiếp xúc bóng (từ cứng đến mềm): Cảm giác mềm hỗ trợ tốt kỹ thuật giật biến hóa xoáy, cảm giác cứng phù hợp cho kỹ thuật bạt/giật bạo lực và tốc độ. Cần lưu ý cảm giác cứng không nhất thiết đi đôi với độ nảy cao, ví dụ cốt Dynapower 9 lớp rất cứng nhưng khá đầm, rất phù hợp với lối phòng thủ cắt bóng bằng mút phản xoáy truyền thống.
4) độ kiểm soát (từ dễ đến khó): Thường tỉ lệ nghịch với độ nảy. Tuy nhiên, một số công nghệ mới có thể tăng độ kiểm soát một cách tương đối mà không phải hy sinh độ nảy, chẳng hạn như công nghệ Relfex PAT System của TSP.
5) độ cong của quỹ đạo bóng (cầu vòng ít hoặc nhiều): Quỹ đạo bóng cầu vòng nhiều cho phép thi triển kỹ thuật giật bóng chậm dưới mặt bàn, quỹ đạo bóng phẳng hơn thì hỗ trợ lối đánh tấn công nhanh cận bàn.
Khi chọn cốt vợt, chúng ta có thể xem catalogue để tìm hiểu xem cốt vợt được làm bằng những lớp gỗ gì để hiểu rõ thông số cơ bản của cốt vợt. Một số loại gỗ và vật liệu thông dụng hiện nay gồm có:
- Gỗ Ayous: trọng lượng nhẹ, chắc thịt, đánh đôi công cận bàn rất xuất sắc.
- Gỗ Koto: thường dùng ở lớp ngoài cùng để tăng độ cứng và độ nảy.
- Gỗ Bass: phổ biến nhất vì giá thành thấp và có độ kiểm soát cao.
- Gỗ Limba: cảm giác mềm, bám bóng và độ kiểm soát cao, là loại gỗ chế tạo vợt truyền thống cho vdv châu Âu ưa chuộng kỹ thuật giật bóng xa bàn.
- Gỗ Cypress (còn gọi là Hinoki): là loại gỗ chế tạo vợt truyền thống cho vdv châu Á ưa chuộng kỹ thuật tấn công nhanh, cảm giác mềm, tốc độ khá cao.
- Gỗ Planchonello: thường dùng ở lớp ngoài, để tăng tốc độ bóng, hỗ trợ trường phái tấn công "bạo lực".
- Gỗ Yellow Aningre: có độ kiểm soát rất tuyệt, cảm giác mềm, phù hợp với trường phái công thủ toàn diện (all-round).
- Chất liệu phụ gia Carbon: nhằm gia tăng tốc độ.
- Chất liệu phụ gia Arylate: nhằm mở rộng vùng hồng tâm chuẩn xác trên mặt vợt.